# Ламберт (маркграф Тосканы)
Ламберт Тосканский (Ламберт Тусцийский; итал. Lamberto di Toscana или Lamberto di Tuscia; умер после 938) — граф Лукки и маркграф Тосканы 930—931, второй сын маркграфа Тосканы Адальберта II Богатого и Берты Лотарингской.

## Биография
В 930 году умер старший брат Ламберта, маркграф Гвидо, не оставивший наследников. Ему наследовал Ламберт. Однако король Италии Гуго, единоутробный брат Ламберта, не доверял ему, опасаясь, что подобно своему брату Гвидо он будет противостоять попыткам Гуго получить императорскую корону, а также боялся, что он попытается лишить его королевской короны. Кроме того, Гуго желал поставить в Тоскане маркграфом человека, которому он доверял. Ещё одним поводом было желание получить богатства, которыми владела династия тосканских маркграфов.
Кроме того Бозон, родной брат короля Гуго, зная, что Ламберт является вспыльчивым, честолюбивым и дерзким человеком, умело сбивал его с толку. В итоге в 931 году Ламберт, после одного из предупреждений, полученных от Гуго, и сбитый с толку советами Бозона, посчитал себя оскорблённым и потребовал у Гуго Суда Господнего. Ламберт смог победить выбранного Гуго бойца, однако после этого стал оскорблять и угрожать Гуго, в результате чего его схватили как мятежника и ослепили. Владения Ламберта были конфискованы и переданы Бозону.
Дальнейшая судьба Ламберта известна плохо. Он был жив ещё в 938 году.